# Маринато, Гильерме
Гилье́рме Алви́н Марина́то (порт.-браз. Guilherme Alvim Marinato; род. 12 декабря 1985[…], Катагуазис) — бразильский и российский футболист, вратарь. Бывший игрок сборной России, первый в её истории натурализованный футболист из дальнего зарубежья. Член клуба Льва Яшина.
Воспитанник бразильского клуба «Атлетико Паранаэнсе». В 2007 году случайно оказался в «Локомотиве», с которым подписал соглашение на 5 лет. С 2010 года являлся основным голкипером «железнодорожников». В 2015 году выиграл с «Локо» первый трофей, Кубок России, отразив по ходу турнира 3 пенальти в послематчевых сериях.

## Биография
До футбола Гильерме занимался футзалом и был защитником. По его словам, однажды вратари не пришли на тренировку, а он был самым слабым и высоким из полевых игроков команды, и тренер велел ему встать в ворота — так Гильерме в 10 лет стал вратарём. Мальчик действительно был необычно рослым для своего возраста, особенно по сравнению с невысоким отцом. Из-за этого на детских и юношеских турнирах часто приходилось доказывать, что Гильерме не занижает свой возраст, для чего его отец возил с собой свидетельство о рождении сына и фотографию деда Гильерме — именно от него вратарь унаследовал высокий рост.

### Личная жизнь
Отец Гильерме, Себастьян, до пенсии работал на текстильной фабрике, мать Марлисе — домохозяйка. Брат Лео, родившийся в 1980 году, также раньше играл в футбол на любительском уровне, а затем поступил в университет и стал тренером по физической подготовке.
12 декабря 2009 года, в свой день рождения, в Куритибе Гильерме обвенчался с бразильянкой по имени Рафаэле, и после свадьбы жена переехала к нему в Москву. Гильерме познакомился с Рафаэле ещё в юности, когда выступал за второй состав молодёжной команды «Атлетико Паранаэнсе». Будущие супруги встретились на дискотеке в Куритибе. По образованию Рафаэле — журналистка, работала радиоведущей и пресс-атташе на танцевальных, музыкальных и кинофестивалях. В январе 2012 года у пары родилась дочь Мария Фернанда, в ноябре 2014 года — дочь София. Рафаэле вместе с детьми посещает домашние матчи «Локомотива».
В Москве Гильерме с женой поначалу, как и многие другие иностранные игроки «Локомотива», жил в многоквартирном доме на Можайском шоссе, но после рождения первой дочери семья переехала в дом в подмосковном селе Ангелово. Мария Фернанда ходит в британский детский сад.
Гильерме — католик по вероисповеданию и старается по возможности посещать церковь в Москве. Имеет две татуировки, и обе — религиозной тематики: на плече Иисус, на спине — надпись.
По-русски голкипер начал говорить на четвёртый год жизни в России, причём провёл с преподавательницей всего два занятия, а затем стал учить язык самостоятельно, общаясь с одноклубниками. Из музыки Гильерме предпочитает хип-хоп, в частности Тимати, на концертах которого был несколько раз, в том числе вместе с женой. В 2010 году снялся в фотосессии для журнала Esquire, хотя в жизни не следит за модой, предпочитая одеваться в джинсы и майки. Водит купленный летом 2015 года кроссовер Mercedes-Benz класса GL, который приобрёл для семьи.

### Имя
Согласно правилам португальско-русской практической транскрипции имя футболиста должно записываться как Гильерми Алвин Маринату. Бо́льшая часть русскоязычных СМИ использует традиционную запись этого имени — Гильерме. Футбольный клуб «Локомотив», РФПЛ, РФС, а также часть СМИ, используют варианты Гилерме и Алвим, противоречащие правилам практической транскрипции. В выданном паспорте указано имя Гилерме Алвим Маринато.
Спортивный комментатор и бывший главный редактор Чемпионат.com Александр Шмурнов выражал несогласие с позицией клуба по поводу написания имени вратаря.

## Клубная карьера

### «Атлетико Паранаэнсе»
В родной стране Гильерме выступал только за один клуб — «Атлетико Паранаэнсе» (Куритиба), за юниорскую команду которого однажды забил гол головой. Один раз был вызван в юниорскую сборную Бразилии (до 20 лет), но так и не сыграл за неё.

### «Локомотив» (Москва)
Гильерме попал «Локомотиву» на заметку в какой-то степени случайно: скауты «железнодорожников» искали опорного полузащитника и приехали на матч с участием «Атлетико Паранаэнсе». В июле 2007 года, когда «Локомотив» пригласил Гильерме, он согласился не раздумывая и в августе, подписав контракт на пять лет, стал первым бразильским вратарём в российском профессиональном футболе. Голкипер выступал за «Атлетико Паранаэнсе» под номером 1 и хотел получить такой же номер в «Локомотиве», но Юрий Сёмин, бывший тогда президентом клуба, в ответ на просьбу Гильерме сказал, что намерен закрепить первый номер за легендой клуба — Сергеем Овчинниковым, который к тому моменту уже завершил карьеру игрока. В результате Гильерме взял номер 85, соответствующий году его рождения.

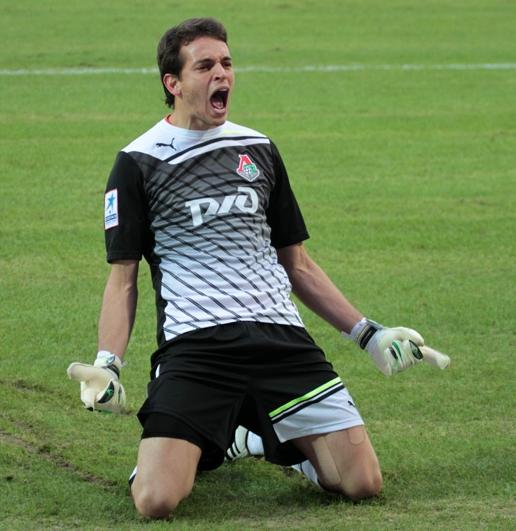
2012 год

В 2007 году Гильерме так и не сыграл за основной состав «Локомотива», появившись только в трёх матчах молодёжного первенства, и впоследствии объяснял это тем, что «много времени ушло на адаптацию». В январе 2008 года вратарь получил тяжёлую травму — разрыв крестообразных связок. Операцию делали в Бразилии под руководством врача, у которого лечились футболисты бразильской сборной, однако, когда голкипер восстановился, то в первом же матче за молодёжный состав «Локомотива» снова разорвал крестообразные связки на том же колене (это произошло 29 августа 2008 года) и в результате за весь год отыграл всего один тайм, вновь не поднявшись выше первенства дублёров. При этом, по словам Гильерме, до 2008 года у него никогда не было травм, даже самых лёгких. Вторая операция была проведена в Германии. Лечение было осложнено воспалением связок, начавшимся, как посчитали немецкие врачи, после первой операции.
В ноябре 2008 года президент «Локомотива» Николай Наумов заявил, что, возможно, вскоре клуб расстанется с Гильерме, однако в июне 2009 года игра Гильерме на сборе «Локомотива» в Турции понравилась главному тренеру Юрию Сёмину. Тогда «Локомотив» намеревался обменять Гильерме с доплатой на нападающего Романа Павлюченко из английского клуба «Тоттенхэм Хотспур», но Сёмин лично выступил против ухода Гильерме, и 12 июля вратарь дебютировал в основном составе «железнодорожников» в матче 13-го тура чемпионата России против команды «Томь» в Москве, отстояв на ноль. Позднее Юрий Сёмин сказал, что решил дать Гильерме место в воротах, доверившись интуиции: «Посмотрел на Гильерме, и мне показалось, что он — суперталантливый вратарь, ему надо дать шанс. Думаю, он станет вратарём экстра-класса». После окончания чемпионата в голосовании, где посетители официального сайта «Локомотива» выбирали лучшего игрока сезона, вратарь, сыгравший всего 17 матчей чемпионата из тридцати, занял третье место.

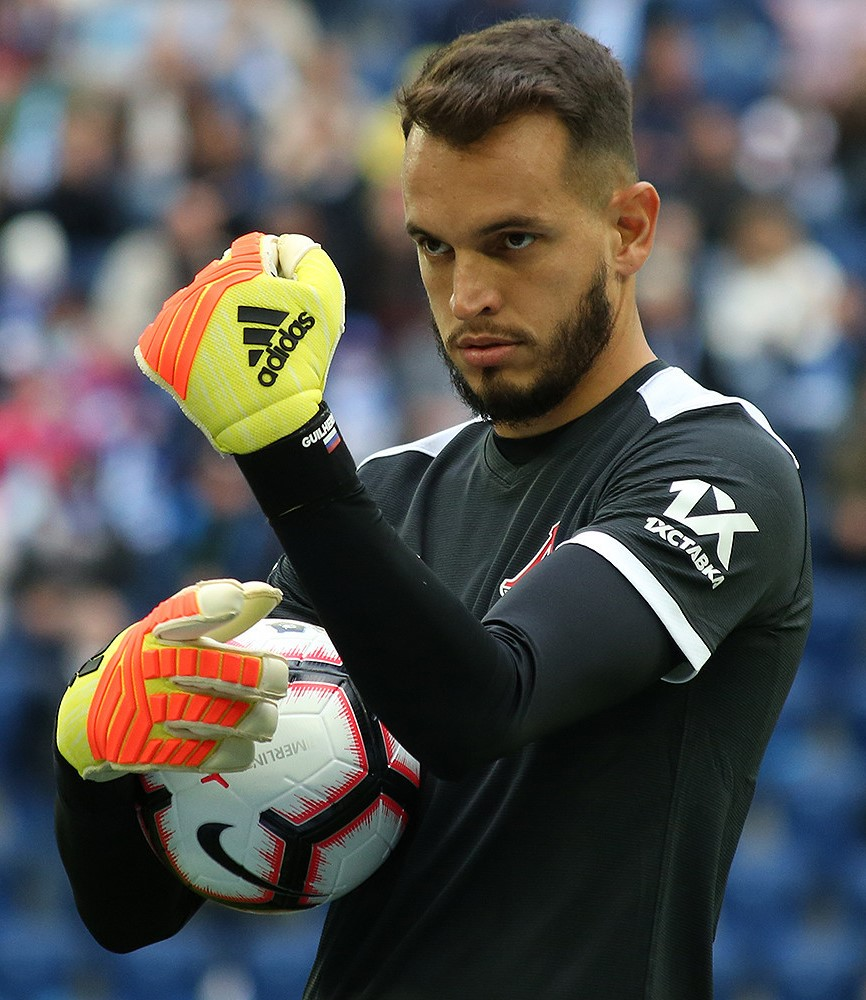
В матче против «Зенита» в сентябре 2018 года

В 2008—2009 годах, после ухода Сёмина с поста президента «Локомотива», первый игровой номер у «железнодорожников» носил другой вратарь — Иван Левенец. В межсезонье он покинул команду, Гильерме наконец сменил свой номер на первый и в следующем чемпионате уже стал единственным игроком «Локомотива», сыгравшим все матчи без замен и удалений. На этот раз болельщики признали Гильерме лучшим игроком команды в сезоне, отдав ему 59 % голосов.
В сезонах 2010 и 2012/2013 объединением болельщиков United South признан лучшим игроком сезона.
3 марта 2015 года «Локомотив» проводил матч 1/4 финала Кубка России с казанским «Рубином». Гильерме был заявлен на эту игру в качестве резервного голкипера, однако уже на 20-й минуте первого тайма вышел на поле в связи с травмой голкипера железнодорожников Ильи Абаева. Основное и дополнительное время матча завершилось вничью 0:0, а в серии пенальти бразилец, сумев отбить два из четырёх ударов соперника, помог команде выйти в полуфинал турнира. «Локомотив» в том сезоне стал победителем Кубка России.
В августе 2015 года вратарь заявил, что хочет остаться в «Локомотиве» до конца карьеры.
26 ноября 2015 года в матче против «Спортинга» (2:4) три мяча пропустил между ног.
19 июля 2019 года продлил контракт с клубом на три года.
27 июня 2020 года в матче с «Рубином» (2:0) сыграл 100-й «сухой» матч в рамках чемпионата России по футболу. Гильерме стал седьмым в российском футболе вратарём, который преодолел эту отметку (после Игоря Акинфеева, Вячеслава Малафеева, Сергея Рыжикова, Сергея Овчинникова, Александра Филимонова и Романа Березовского).
По итогам чемпионата России 2020/21 Гильерме занял первое место среди всех вратарей РПЛ по количеству матчей на ноль. Голкипер «Локомотива» сохранил ворота в неприкосновенности в 14 играх из 25.
В чемпионате России 2021/22 Гильерме провёл 19 матчей, 30 апреля 2022 года сыграл 300-й матч в чемпионатах России. В следующем чемпионате провёл только три матча, а в сезоне 2023/24 выступал только в Кубке России, сыграв в пяти встречах. Последний официальный матч за «Локомотив» провёл 28 ноября 2023 года в гостевой игре 1/4 финала пути РПЛ Кубка России против «Балтики» (2:2). 1 июля 2024 года покинул «Локомотив» в качестве свободного агента.

## Карьера в сборной

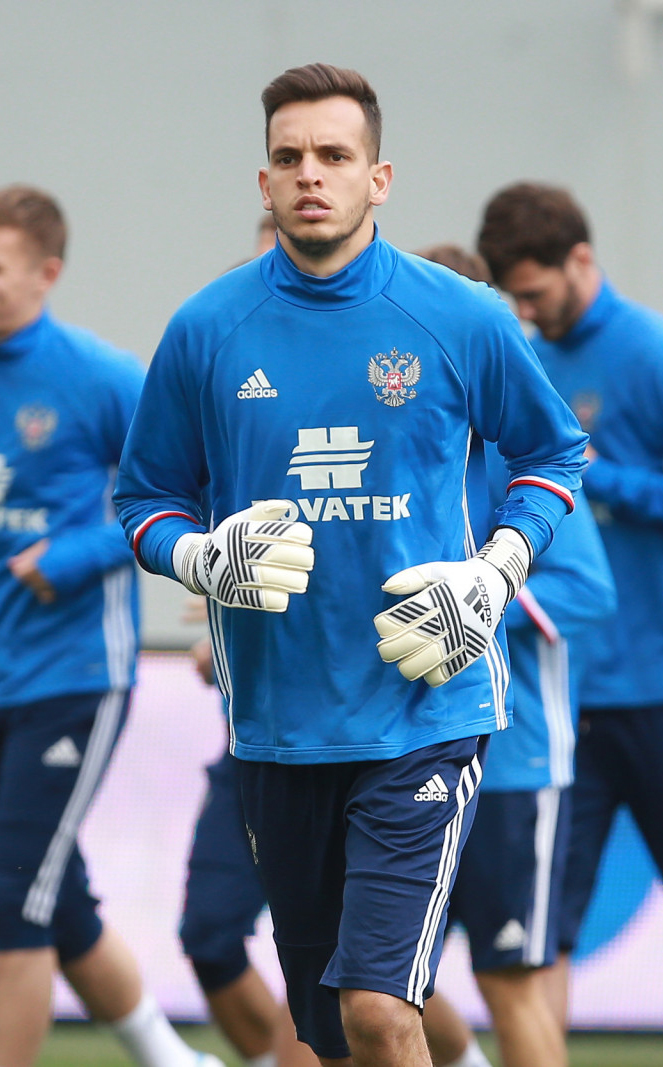
Гильерме в составе сборной России (2017 год)

Гильерме в своё время вызывался в ряды молодёжной сборной Бразилии, однако на поле так и не вышел.

В интервью бразильским СМИ в июне 2015 году сказал:
Честно говоря, не вижу себя в ней (в сборной России по футболу). Но мне нужен паспорт из-за лимита.
В ноябре 2015 года Гильерме получил гражданство России и перестал считаться «легионером» в чемпионате страны, а в марте 2016 года получил первый вызов в российскую сборную на товарищеские матчи с командами Литвы и Франции, таким образом став первым натурализованным футболистом из дальнего зарубежья в составе российской команды.
Дебютировал за сборную России 26 марта, выйдя на замену после перерыва в матче против Литвы (3:0). Вошёл в заявку команды на Евро-2016, однако на поле не появлялся. После окончания турнира голкипер продолжал периодически вызываться в состав сборной (и даже отправился в её составе на Кубок конфедераций), однако на поле не появлялся.
Летом 2018 года он получил приглашение на матчи новообразованной Лиги наций, где дважды сыграл на ноль. Главный тренер команды Станислав Черчесов доверил Гильерме место в стартовом составе сборной, после того, как международную карьеру завершил Игорь Акинфеев. Был основным голкипером сборной в отборочном турнире к Евро-2020, где пропустил восемь голов, при этом сумел в шести матчах сохранить свои ворота в неприкосновенности.
В 2021 году появилась информация, что игрок страдает от сильных болей ахиллового сухожилия, но не ложится на операцию, так как для восстановления потребуются 2 месяца, поэтому выходит на поле под обезболивающими.

## Достижения

### Командные
«Атлетико Паранаэнсе»
- Чемпион штата Парана: 2005

«Локомотив» Москва
- Чемпион России: 2017/18
- Серебряный призёр чемпионата России (2): 2018/19, 2019/20
- Бронзовый призёр чемпионата России (2): 2013/14, 2020/21
- Обладатель Кубка России (4): 2014/15, 2016/17, 2018/19, 2020/21
- Обладатель Суперкубка России: 2019

### Личные
- Обладатель приза «Стальной рельс»: 2010, 2012/13
- Член Клуба Льва Яшина (вошёл 10 октября 2018 года после ничьей 0:0 в матче Лиги наций Россия—Швеция)[61]
- Приз «Вратарь года» имени Льва Яшина: 2018/19[62]
- В списках 33 лучших футболистов чемпионата России (4): № 2 — 2015/16, 2017/18, 2018/19, № 3 — 2016/17
- Вратарь сезона в РПЛ: 2020/21[63]

## Статистика

### Клубная статистика
| Клуб                | Сезон   | Чемпионат | Чемпионат | Чемпионат | Кубок | Кубок | Кубок | Еврокубки | Еврокубки | Еврокубки | Еврокубки | Всего за сезон | Всего за сезон | Всего за сезон |
| Клуб                |         | Игры      | Голы      | С.м.      | Игры  | Голы  | С.м.  | Турнир    | Игры      | Голы      | С.м.      | Игры           | Голы           | С.м.           |
| ------------------- | ------- | --------- | --------- | --------- | ----- | ----- | ----- | --------- | --------- | --------- | --------- | -------------- | -------------- | -------------- |
| Атлетико Паранаэнсе |         |           |           |           |       |       |       |           |           |           |           |                |                |                |
| 2007                | 18      | -27       | 0         | 3         | ?     | 0     | -     | -         | -         | -         | 21        | 0              | 0              |                |
| Итого               |         | 18        |           |           | 3     |       |       |           |           |           |           | 21             |                |                |
| Локомотив (Москва)  | 2007    | 0         | 0         | 0         | 0     | 0     | 0     | КУ        | 0         | 0         | 0         | 0              | 0              | 0              |
| Локомотив (Москва)  | 2008    | 0         | 0         | 0         | 0     | 0     | 0     | -         | -         | -         | -         | 0              | 0              | 0              |
| Локомотив (Москва)  | 2009    | 17        | −15       | 6         | 0     | 0     | 0     | -         | -         | -         | -         | 17             | −15            | 6              |
| Локомотив (Москва)  | 2010    | 30        | −29       | 11        | 1     | −1    | 0     | ЛЕ        | 2         | −2        | 0         | 33             | −32            | 11             |
| Локомотив (Москва)  | 2011/12 | 40        | −37       | 17        | 2     | −4    | 1     | ЛЕ        | 8         | −8        | 1         | 50             | −49            | 19             |
| Локомотив (Москва)  | 2012/13 | 11        | −10       | 3         | 0     | 0     | 0     | -         | -         | -         | -         | 11             | −10            | 3              |
| Локомотив (Москва)  | 2013/14 | 6         | −6        | 1         | 0     | 0     | 0     | -         | -         | -         | -         | 6              | −6             | 1              |
| Локомотив (Москва)  | 2014/15 | 19        | −17       | 6         | 4     | −2    | 2     | ЛЕ        | 2         | −5        | 0         | 25             | −24            | 8              |
| Локомотив (Москва)  | 2015/16 | 30        | −33       | 11        | 1     | −1    | 0     | ЛЕ        | 8         | −10       | 2         | 39             | −44            | 13             |
| Локомотив (Москва)  | 2016/17 | 29        | −26       | 12        | 4     | −1    | 3     | -         | -         | -         | -         | 33             | −27            | 15             |
| Локомотив (Москва)  | 2017/18 | 23        | −15       | 13        | 1     | −2    | 0     | ЛЕ        | 7         | -6        | 4         | 31             | −23            | 17             |
| Локомотив (Москва)  | 2018/19 | 30        | −28       | 12        | 6     | −3    | 4     | ЛЧ        | 6         | −12       | 1         | 42             | -43            | 17             |
| Локомотив (Москва)  | 2019/20 | 24        | −21       | 8         | 1     | −2    | 0     | ЛЧ        | 5         | −9        | 0         | 30             | −32            | 8              |
| Локомотив (Москва)  | 2020/21 | 25        | −27       | 14        | 5     | −4    | 2     | ЛЧ        | 6         | −10       | 1         | 36             | −41            | 17             |
| Локомотив (Москва)  | 2021/22 | 19        | −21       | 4         | 1     | −3    | 0     | ЛЕ        | 4         | −5        | 0         | 24             | −29            | 4              |
| Локомотив (Москва)  | 2022/23 | 3         | −4        | 1         | 2     | −1    | 1     | -         | -         | -         | -         | 5              | −5             | 2              |
| Локомотив (Москва)  | 2023/24 | 0         | −0        | 0         | 5     | −5    | 2     | -         | -         | -         | -         | 5              | −5             | 2              |
| Итого               |         | 306       | −289      | 119       | 33    | −29   | 15    |           | 48        | −67       | 9         | 387            | −385           | 143            |

### Статистика за сборную
| Матчи Гильерме за сборную России | Матчи Гильерме за сборную России | Матчи Гильерме за сборную России | Матчи Гильерме за сборную России | Матчи Гильерме за сборную России | Матчи Гильерме за сборную России | Матчи Гильерме за сборную России |
| -------------------------------- | -------------------------------- | -------------------------------- | -------------------------------- | -------------------------------- | -------------------------------- | -------------------------------- |
| №                                | Дата                             | Оппонент                         | Счёт                             | Пропущено голов                  | Соревнование                     |                                  |
| 1                                | 26 марта 2016                    | Литва                            | 3:0                              | —                                | Товарищеский матч                |                                  |
| 2                                | 1 июня 2016                      | Чехия                            | 1:2                              | 2                                | Товарищеский матч                |                                  |
| 3                                | 11 октября 2018                  | Швеция                           | 0:0                              | —                                | Лига наций 2018/19               |                                  |
| 4                                | 14 октября 2018                  | Турция                           | 2:0                              | —                                | Лига наций 2018/19               |                                  |
| 5                                | 21 марта 2019                    | Бельгия                          | 1:3                              | 3                                | Отборочные матчи ЧЕ-2020         |                                  |
| 6                                | 24 марта 2019                    | Казахстан                        | 4:0                              | —                                | Отборочные матчи ЧЕ-2020         |                                  |
| 7                                | 8 июня 2019                      | Сан-Марино                       | 9:0                              | —                                | Отборочные матчи ЧЕ-2020         |                                  |
| 8                                | 11 июня 2019                     | Кипр                             | 1:0                              | —                                | Отборочные матчи ЧЕ-2020         |                                  |
| 9                                | 6 сентября 2019                  | Шотландия                        | 2:1                              | 1                                | Отборочные матчи ЧЕ-2020         |                                  |
| 10                               | 9 сентября 2019                  | Казахстан                        | 1:0                              | —                                | Отборочные матчи ЧЕ-2020         |                                  |
| 11                               | 10 октября 2019                  | Шотландия                        | 4:0                              | —                                | Отборочные матчи ЧЕ-2020         |                                  |
| 12                               | 13 октября 2019                  | Кипр                             | 5:0                              | —                                | Отборочные матчи ЧЕ-2020         |                                  |
| 13                               | 16 ноября 2019                   | Бельгия                          | 1:4                              | 4                                | Отборочные матчи ЧЕ-2020         |                                  |
| 14                               | 12 ноября 2020                   | Молдова                          | 0:0                              | —                                | Товарищеский матч                |                                  |
| 15                               | 15 ноября 2020                   | Турция                           | 2:3                              | 3                                | Лига наций 2020/21               |                                  |
| 16                               | 18 ноября 2020                   | Сербия                           | 0:5                              | 4                                | Лига наций 2020/21               |                                  |
| 17                               | 1 сентября 2021                  | Хорватия                         | 0:0                              | —                                | Отборочные матчи ЧМ-2022         |                                  |
| 18                               | 4 сентября 2021                  | Кипр                             | 2:0                              | —                                | Отборочные матчи ЧМ-2022         |                                  |
| 19                               | 7 сентября 2021                  | Мальта                           | 2:0                              | —                                | Отборочные матчи ЧМ-2022         |                                  |

Итого по официальным матчам: 19 матчей и 17 пропущенных голов; 11 побед, 3 ничьи, 5 поражений, 13 «сухих» матчей
| Год   | ОМ-ЧМ | ОМ-ЧМ | ОМ-ЧМ | ЧМ   | ЧМ   | ЧМ   | ОМ-ЧЕ | ОМ-ЧЕ | ОМ-ЧЕ | ЧЕ   | ЧЕ   | ЧЕ   | ТМ   | ТМ   | ТМ   | ЛН   | ЛН   | ЛН   | Всего | Всего | Всего |
| Год   | Игры  | Голы  | С.М.  | Игры | Голы | С.М. | Игры  | Голы  | С.М.  | Игры | Голы | С.М. | Игры | Голы | С.М. | Игры | Голы | С.М. | Игры  | Голы  | С.М.  |
| ----- | ----- | ----- | ----- | ---- | ---- | ---- | ----- | ----- | ----- | ---- | ---- | ---- | ---- | ---- | ---- | ---- | ---- | ---- | ----- | ----- | ----- |
| 2016  | 0     | 0     | 0     | 0    | 0    | 0    | 0     | 0     | 0     | 0    | 0    | 0    | 2    | -2   | 1    | 0    | 0    | 0    | 2     | -2    | 1     |
| 2017  | 0     | 0     | 0     | 0    | 0    | 0    | 0     | 0     | 0     | 0    | 0    | 0    | 0    | 0    | 0    | 0    | 0    | 0    | 0     | 0     | 0     |
| 2018  | 0     | 0     | 0     | 0    | 0    | 0    | 0     | 0     | 0     | 0    | 0    | 0    | 0    | 0    | 0    | 2    | 0    | 2    | 2     | 0     | 2     |
| 2019  | 0     | 0     | 0     | 0    | 0    | 0    | 9     | -8    | 6     | 0    | 0    | 0    | 0    | 0    | 0    | 0    | 0    | 0    | 9     | -8    | 6     |
| 2020  | 0     | 0     | 0     | 0    | 0    | 0    | 0     | 0     | 0     | 0    | 0    | 0    | 1    | 0    | 1    | 2    | -7   | 0    | 3     | -7    | 1     |
| 2021  | 3     | 0     | 3     | 0    | 0    | 0    | 0     | 0     | 0     | 0    | 0    | 0    | 0    | 0    | 0    | 0    | 0    | 0    | 3     | 0     | 3     |
| Всего | 3     | 0     | 3     | 0    | 0    | 0    | 9     | -8    | 6     | 0    | 0    | 0    | 3    | -2   | 2    | 4    | -7   | 2    | 19    | -17   | 13    |